# Regius Professor of Physic (Cambridge)
Regius Professorship of Physic, grundad omkring 1541, är en av de äldsta professurerna vid universitetet i Cambridge.
Professuren instiftades av Henrik VIII, som samtidigt instiftade ytterligare fyra poster som Regius Professor.

## Innehavare
- John Blyth (1540–1554)
- John Hatcher (1554–1555)
- Henry Walker (1555–1564)
- Thomas Lorkin (1564–1591)
- William Ward (1591–1596)
- William Burton (1596–1623)
- John Gostlin (1623–1626)
- John Collins (1626–1635)
- Ralph Winterton (1635–1636)
- Francis Glisson (1636–1677)
- Robert Brady (1677–1700)
- Christopher Green (1700–1741)
- Russell Plumptre (1741–1793)
- Sir Isaac Pennington (1793–1817)
- John Haviland (1817–1851)
- Henry Bond (1851–1872)
- Sir George Paget (1872–1892)
- Sir Clifford Allbutt (1892–1925)
- Sir Humphry Rolleston (1925–1932)
- Sir Walter Langdon-Brown (1932–1935)
- John Ryle (1935–1943)
- Sir Lionel Whitby (1945–1956)
- Joseph Stanley Mitchell (1957–1975)
- Sir John Butterfield (1975–1987)
- Sir Keith Peters (1987–2005)
- Sir Patrick Sissons (2005–2012)
- Patrick Maxwell (2012–)